# Conargo Shire
Koordinaten: 35° 19′ S, 145° 9′ O

Conargo Shire war ein lokales Verwaltungsgebiet (LGA) im australischen Bundesstaat New South Wales. Das Gebiet war 8.751 km² groß und hatte mit etwas über 1.500 die drittkleinste Einwohnerzahl aller LGAs des Staates. 2016 ging es im neu geschaffenen Edward River Council auf.
Conargo lag im Süden des Staates in der Region um den Grenzfluss Murray River etwa 500 km westlich der australischen Hauptstadt Canberra und 330 km nördlich von Melbourne. Das Gebiet umfasste 45 Ortsteile und Ortschaften, darunter Blighty, Booroorban, Conargo, Mayrung, Pretty Pine, Wanganella und ein Teil von Deniliquin. Conargo war die einzige LGA, in der der Council seinen Sitz nicht im Hauptort hatte, sondern im nächstgrößeren Ort, in Deniliquin am Südrand der LGA. Die Ortschaft Conargo, die im Ostteil des Verwaltungsgebiets lag, hat heutzutage nur um die 123 Einwohner.

## Verwaltung
Der Conargo Shire Council hatte acht Mitglieder, die von den Bewohnern der vier Wards gewählt wurden (je zwei aus Conargo, Blighty, Mayrung und Windouran Ward). Diese vier Bezirke waren unabhängig von den Ortschaften festgelegt. Aus dem Kreis der Councillor rekrutierte sich auch der Mayor (Bürgermeister) des Councils.